# Kanurennsport-Weltmeisterschaften 1981
Die 16. Kanurennsport-Weltmeisterschaften fanden vom 29. Juli bis zum 2. August 1981 in Nottingham (Vereinigtes Königreich) statt. Wettkampfstätte war die Regattastrecke des Wassersportzentrums Holme Pierrepont.
An fünf Wettkampftagen wurden Medaillen in 18 Disziplinen des Kanurennsports vergeben: Einer-Kajak (K1), Zweier-Kajak (K2) und Vierer-Kajak (K4) sowie im Einer-Canadier (C1) und Zweier-Canadier (C2) bei den Männern, jeweils über 500, 1000 und 10.000 Meter. Bei den Frauen ging es im K1, K2 und K4 über 500 Meter.
Mit sieben Titeln wurde das Team der DDR die erfolgreichste Nation und stellte mit  Birgit Fischer, die genauso wie Uladsimir Parfjanowitsch aus der Sowjetunion drei Titel gewann, die erfolgreichste Sportlerin dieser Weltmeisterschaften.

## Ergebnisse

### Männer

#### Canadier
| Disziplin    | Gold                                   | Zeit (min)   | Silber                                         | Zeit (min)   | Bronze                                         | Zeit (min)   |
| ------------ | -------------------------------------- | ------------ | ---------------------------------------------- | ------------ | ---------------------------------------------- | ------------ |
| C-1 500 m    | DDR Olaf Heukrodt                      | 2:01,38 min  | Sowjetunion Gennadi Lisejtschikow              | 2:03,19 min  | Ungarn János Sarusi Kis                        | 2:03,76 min  |
| C-1 1000 m   | DDR Ulrich Papke                       | 4:03,46 min  | Ungarn Tamás Buday                             | 4:05,41 min  | Tschechoslowakei Jiří Vrdlovec                 | 4:05,94 min  |
| C-1 10.000 m | Ungarn Tamás Wichmann                  | 48:19,53 min | Jugoslawien Matija Ljubek                      | 48:24,06 min | Sowjetunion Serhij Lymynowytsch                | 49:19,91 min |
| C-2 500 m    | Ungarn László Foltán István Vaskuti    | 1:46,88 min  | Sowjetunion Edem Muradosilov Vygantas Čekaitis | 1:47,74 min  | Bulgarien Ljubomir Ljubenow Sewdalin Ilkow     | 1:48,08 min  |
| C-2 1000 m   | Rumänien Ivan Patzaichin Toma Simionov | 3:38,75 min  | DDR Olaf Heukrodt Uwe Madeja                   | 3:40,12 min  | Sowjetunion Edem Muradosilov Vygantas Čekaitis | 3:41,60 min  |
| C-2 10.000 m | Ungarn Tamás Buday István Vaskuti      | 42:50,64 min | Rumänien Ivan Patzaichin Toma Simionov         | 43:11,17 min | Tschechoslowakei Jiří Vrdlovec Petr Kubíček    | 43:15,92 min |

#### Kajak
| Disziplin    | Gold                                                                            | Zeit (min)   | Silber                                                                             | Zeit (min)   | Bronze                                                                              | Zeit (min)   |
| ------------ | ------------------------------------------------------------------------------- | ------------ | ---------------------------------------------------------------------------------- | ------------ | ----------------------------------------------------------------------------------- | ------------ |
| K-1 500 m    | Sowjetunion Uladsimir Parfjanowitsch                                            | 1:48,94 min  | Rumänien Ion Bîrlădeanu                                                            | 1:50,67 min  | Schweden Lars-Erik Moberg                                                           | 1:51,01 min  |
| K-1 1000 m   | DDR Rüdiger Helm                                                                | 3:45,12 min  | Rumänien Ion Bîrlădeanu                                                            | 3:46,88 min  | Norwegen Einar Rasmussen                                                            | 3:47,34 min  |
| K-1 10.000 m | Norwegen Einar Rasmussen                                                        | 44:17,11 min | Jugoslawien Milan Janić                                                            | 44:19,90 min | Ungarn István Fábián                                                                | 44:21,68 min |
| K-2 500 m    | Sowjetunion Uladsimir Parfjanowitsch Sergei Superata                            | 1:37,32 min  | Polen Waldemar Merk Daniel Wełna                                                   | 1:38,31 min  | DDR Bernd Fleckeisen Frank Fischer                                                  | 1:39,54 min  |
| K-2 1000 m   | Sowjetunion Uladsimir Parfjanowitsch Sergei Superata                            | 3:21,39 min  | DDR Bernd Fleckeisen Frank Fischer                                                 | 3:22,13 min  | Polen Waldemar Mark Daniel Wełna                                                    | 3:22,31 min  |
| K-2 10.000 m | Sowjetunion Mikalaj Astapkowitsch Uladsimir Ramanouski                          | 40:32,01 min | Ungarn István Szabó István Joós                                                    | 40:33,75 min | Rumänien Ion Bîrlădeanu Nicușor Eșanu                                               | 40:37,29 min |
| K-4 500 m    | Sowjetunion Sergei Kriwoschejew Ihor Hajdamaka Jüri Poljans Alexander Wodowatow | 1:26,84 min  | Schweden Jens Nordqvist Lars-Erik Moberg Per-Inge Bengtsson Thomas Ohlsson         | 1:27,63 min  | DDR Frank-Peter Bischof André Wohllebe Rüdiger Helm Harald Marg                     | 1:28,09 min  |
| K-4 1000 m   | DDR Frank-Peter Bischof Peter Hempel Rüdiger Helm Harald Marg                   | 3:04,51 min  | Sowjetunion Serhij Kolokolow Alexander Wolkowski Alexander Jermilow Mykola Baranow | 3:05,80 min  | BR Deutschland Oliver Seack Andreas Flunker Frank Renner Oliver Kegel               | 3:06,66 min  |
| K-4 10.000 m | Sowjetunion Alexander Jermilow Mykola Baranow Serhij Kolokolow Wassili Silenkow | 35:57,98 min | Polen Andrzej Klimaszewski Leszek Jamroziński Ryszard Oborski Zdzisław Szubski     | 36:00,09 min | Vereinigtes Königreich Stephen Brown Christoph Canham Stephen Jackson Alan Williams | 36:02,08 min |

### Frauen

#### Kajak
| Disziplin | Gold                                                        | Zeit (min)  | Silber                                                                         | Zeit (min)  | Bronze                                                             | Zeit (min)  |
| --------- | ----------------------------------------------------------- | ----------- | ------------------------------------------------------------------------------ | ----------- | ------------------------------------------------------------------ | ----------- |
| K-1 500 m | DDR Birgit Fischer                                          | 1:57,70 min | Ungarn Éva Rakusz                                                              | 1:58,89 min | Schweden Agneta Andersson                                          | 2:06,65 min |
| K-2 500 m | DDR Carsta Kühn Birgit Fischer                              | 1:47,23 min | Schweden Agneta Andersson Susanne Wiberg                                       | 1:48,75 min | Rumänien Agafia Buhaev Maria Ștefan                                | 1:49,42 min |
| K-4 500 m | DDR Carsta Kühn Birgit Fischer Kathrin Stoll Roswitha Eberl | 1:38,81 min | Sowjetunion Natalja Filonitsch Laryssa Jaswina Inna Schipulina Ljubow Orechowa | 1:40,25 min | Schweden Karin Olsson Agneta Andersson Susanne Wiberg Eva Karlsson | 1:40,94 min |

## Medaillenspiegel
| Rang   | Nation                 | Gold | Silber | Bronze | Gesamt |
| ------ | ---------------------- | ---- | ------ | ------ | ------ |
| 1      | DDR                    | 7    | 2      | 2      | 110    |
| 2      | Sowjetunion            | 6    | 4      | 2      | 120    |
| 3      | Ungarn                 | 3    | 3      | 2      | 8      |
| 4      | Rumänien               | 1    | 3      | 2      | 6      |
| 5      | Norwegen               | 1    | –      | 1      | 2      |
| 6      | Schweden               | –    | 2      | 3      | 5      |
| 7      | Polen                  | –    | 2      | 1      | 2      |
| 8      | Jugoslawien            | –    | 2      | –      | 2      |
| 9      | Tschechoslowakei       | –    | –      | 2      | 2      |
| 10     | Bulgarien              | –    | –      | 1      | 1      |
| 10     | BR Deutschland         | –    | –      | 1      | 1      |
| 10     | Vereinigtes Königreich | –    | –      | 1      | 1      |
| Gesamt | Gesamt                 | 18   | 18     | 18     | 54     |